# Флаг Канарских островов
Государственный флаг Автономного сообщества Канарские острова представляет собой вертикальный триколор, состоящий из трёх равных полос — белой, синей и жёлтой. Государственный флаг несёт также Герб Канарских островов на центральной полосе. Официально флаг был принят 16 августа 1982 года.

## Флаги Канарских островов

Флаг острова Гомера
Флаг острова Гран-Канария
Флаг острова Иерро
Флаг острова Лансароте
Флаг острова Пальма
Флаг острова Тенерифе
Флаг острова Фуэртевентура

## Флаги провинций

Лас-Пальмас
Санта-Крус-де-Тенерифе